# Медицина в Удмуртії
Медицина в Удмуртії

## Аптеки
Перші аптеки на території Удмуртії з'явились у 1759–1760 роках при шпиталях Іжевського та Воткінського заводів. Перший організатор медичної чи аптечної справи — лікар та фармацевт Воскобойников І.Т.. До 1861 року з'явились приватні аптеки. 1864 року утворились земські управи, в обов'язки яких входило створення лікарських установ та аптек. Згідно з постановою Глазовської земської управи збудовані перші аптеки у селі Уні та при лікарні у Глазові (1877), у селі Укан (1890), які забезпечували ліками незаможних жителів. Готувались настоянки та відвари, фасувались порошки із рослин. До 1917 року на території Удмуртії розміщувалось 14 аптек: у місті Камбарці — земська, у селі Шаркан — приватна, у місті Воткінську — гірничозаводська, приватна, земська, у місті Сарапулі — земська, приватна, у селах Вавож, Грахово, Люк, Якшур — земські, у місті Іжевську — земська, аптечний магазин, приватна аптека Генца.
Після Жовтневої революції всі приватні аптеки були націоналізовані. 1918 року вийшов Декрет про створення Народного комісаріату охорони здоров'я РРФСР. Керівництво діяльністю аптек було покладено на фармацевтичні відділення при Наркомздраві. До 1921 року аптеки знаходились у віданні фармацевтичного політвідділу В'ятського медико-санітарного відділення, потім Удмуртського обласного відділення охорони здоров'я. Хворим медикаменти відпускались безкоштовно. У 1931–1933 роках аптеки переведені у підпорядкування Нижньогородського крайового аптекоуправління. 1934 року створено Удмуртське обласне управління, у підпорядкуванні якого перебувало 14 аптек. 1936 року в Іжевську відкрита фармацевтична школа, директором якої став фармацевт Ф. П. Буткевич. Перший випуск — 58 осіб — відбувся 1941 року.
Станом на 1940 рік в Удмуртії працювало вже 48 аптек, в тому числі 38 сільських, 3 аптечних магазини, 20 яток, 51 аптечний пункт, 2 оптичні майстерні. В роки війни число аптек зменшилось, більшість фармацевтів пішли на фронт. 1959 року Удмуртське аптечне управління передане у відання Міністерства охорони здоров'я, з 1968 року — до складу Ради Міністрів Удмуртії. Станом на 1997 рік в Удмуртії працювало 170 аптек, аптечний склад та фармацевтична фабрика.